# 아메노타지카라오

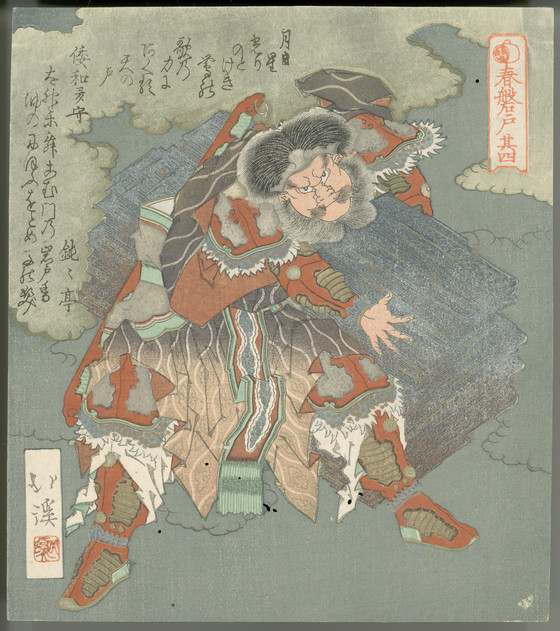

아메노타지카라오(アメノタヂカラオ)는 일본 신화에 등장하는 신이다. 아메노타지카라요(アメノタヂカラヲ)로도 불린다. 고지키에서는‘天手力男神’, 니혼쇼키에서는‘天手力雄神’라고 기록되어있다. 이름은 “손힘이 센 남신”이라는 의미이며, 완력, 근력의 상징이다.

## 신화에서의 기술
아마테라스가 아마노이와토에 숨었을 때에, 아마토의 근처에서 대기하여, 아마테라스가 아마토에서 얼굴을 슬쩍 내비쳤을 때, 아마테라스를 끌어내어《니혼쇼키》의 한 책이나 《고고슈이》에서는 ‘잡아당겨’, 세상에 밝음이 돌아왔다.
천손강림의 때에는 아마테라스가 삼종신기에 오모히카네, 다지카라오, 아마이와토와케를 딸려보내, 그 후 이세의 사나 현에 진좌하였다고 한다.

## 신앙
힘의 신, 스포츠의 신으로 추앙되어, 도가쿠시 신사, 사나 신사, 시라이 신사, 오야마 신사, 데지카라오 신사(기후 시), 데지카라오 신사（가카미가하라 시）, 도아케신사, 아마노타나가오 신사, 신메이대신궁 별궁 등에서 모시고 있다.